# گاتندورف
گاتندورف (به آلمانی: Gattendorf) یک شهر در آلمان است که در بایرن واقع شده‌است.

## خصوصیات
گاتندورف ۲۲٫۱۸ کیلومترمربع مساحت دارد ۵۴۴ متر بالاتر از سطح دریا واقع شده‌است.